# Stanislav Peharec
Stanislav Peharec (Pula, 1963.), hrvatski liječnik somatoped.

## Povijest
Rodio se u Puli. Diplomirao je somatoterapiju na Fakultetu za defektologiju Sveučilišta u Beogradu 1986. godine. Magistrirao je kineziologiju na Fakultetu za kineziologiju Sveučilišta u Zagrebu 2002. godine. Voditelj je Klinike za fizikalnu terapiju i rehabilitaciju Peharec u Puli, koja je nastala tako što je 1990. godine u pulskom hotelu Histria pokrenuo ordinaciju Sanus koja je 1998. postala "Poliklinika za fizikalnu medicinu i centar rehabilitaciju Peharec". Surađuje na istraživačkim znanstvenim projektima Ministarstva znanosti i tehnologije Republike Hrvatske te na drugim projektima istraživanja i razvoja. Područje njegova znanstvenog interesa su analiza ljudskog pokreta i rehabilitacija. Član je Hrvatskog društva za medicinsku i biološku tehniku (CROMBES-a).
Član operativnog povjerenstva koje je raspravljalo o programu medicine i nositeljima kolegija za budući puljski Medicinski falkutet.
Specijalist je somatopedije koji je došao do znanstvenog stupnja doktora medicine. Predavač je na Kineziološkom fakultetu u Zagrebu te na doktorskom Studiju fizioterapije u Rijeci. Kod njega su bili na liječenju i terapiji poznati hrvatski i inozemni športaši.

## Priznanja
- Državna nagrada za šport "Franjo Bučar" 2004., kao dio pratećeg osoblja (fizioterapeut i somatoped) hrvatske rukometne reprezentacije

## Vanjske poveznice
- Knjižnica Instituta Ruđer Bošković Pregled po znanstveniku Stanislav Peharec (MB 235306)
- Researchgate
- WorldCat